# Cursus (aardwerk)

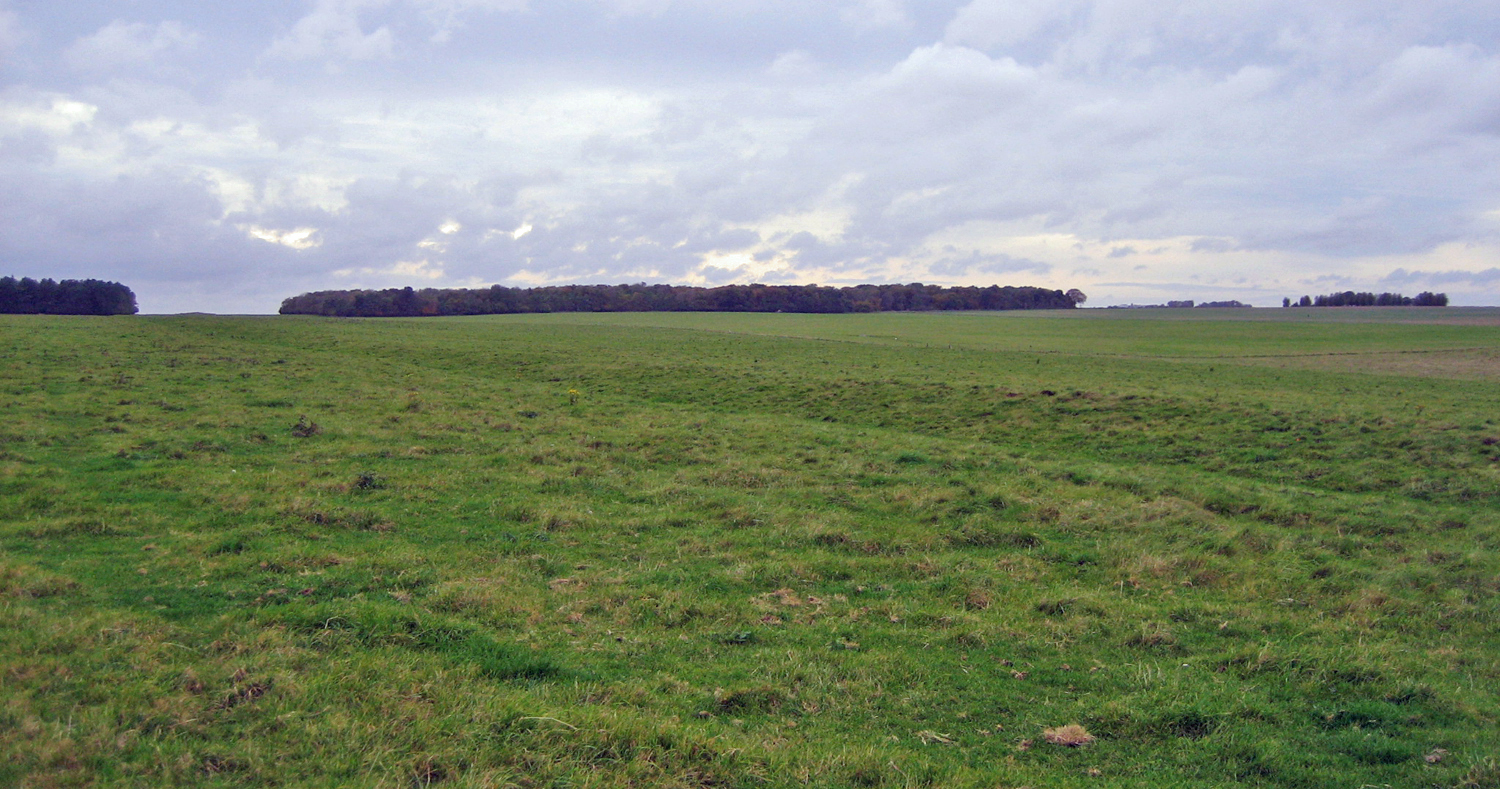
Stonehenge-cursus, Wiltshire

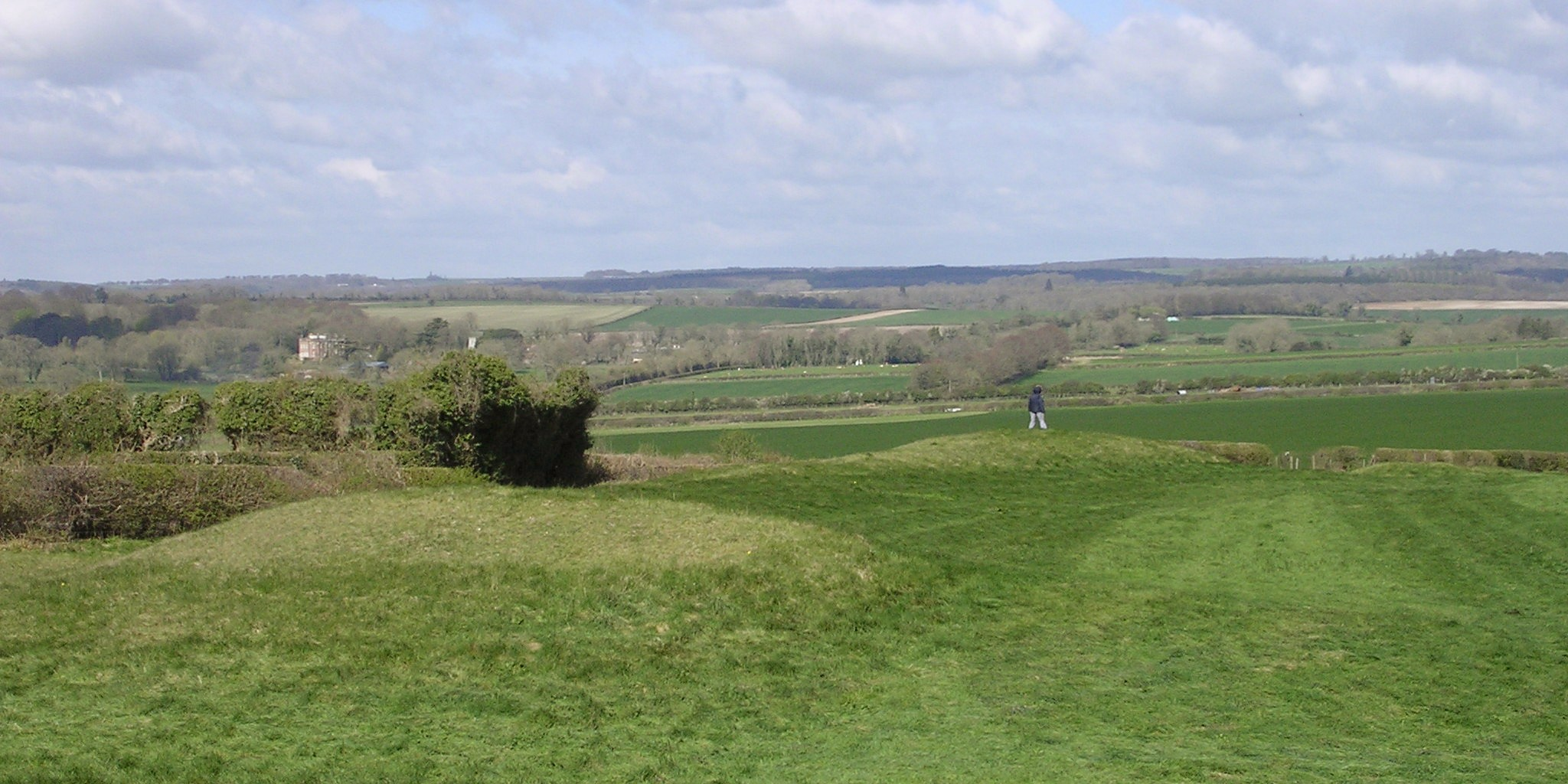
Eind van de Dorset-cursus op Thickthorn Down, Dorset

Cursusen zijn monumentale neolithische aardwerken die lijken op sloten of loopgraven op de Britse Eilanden. Relikwieën die erin zijn gevonden, geven aan dat ze tussen 3.400 en 3.000 v.Chr. zijn gebouwd, waardoor ze tot de oudste monumentale bouwwerken op de eilanden behoren. De naam "cursus" werd in 1723 voorgesteld door de antiquair William Stukeley, die de cursus van Stonehenge vergeleek met een Romeinse wagenrenbaan of circus. 
Cursusen variëren in lengte van 46 m tot bijna 9,7 kilometer. De afstand tussen de parallelle grondwerken kan maximaal 91 m bedragen. Banken aan de uiteinden omsluiten de cursus. Meer dan vijftig zijn via luchtfotografie geïdentificeerd, terwijl vele anderen ongetwijfeld zijn uitgewist door landbouw- en andere activiteiten. 
De cursus van Stonehenge is een opmerkelijk voorbeeld in het zicht van de bekendere steencirkel van Stonehenge. Andere voorbeelden zijn de vier cursussen bij Rudston in Yorkshire, die bij Fornham All Saints in Suffolk, de Cleaven Dyke in Perthshire en de Dorset-cursus. De Bures-cursus en de Metlands-cursus bevinden zich in Bures St Mary, Suffolk, en werden gedetecteerd via cropmarks. Ze liggen net boven de uiterwaarden van de noordelijke oever van de rivier de Stour, Suffolk. Elk jaar op 21 december komt de zon op boven Lodge Hills, Wormingford, en schijnt over de hele lengte van de Metlands-cursus.
In de zomer van 2023 begon de opgraving van een cursus die in 2019 nabij Drumadoon op het eiland Arran werd ontdekt. Aangenomen wordt dat het het enige nog complete exemplaar in Groot-Brittannië is. Archeologen van de Universiteit van Glasgow, onder leiding van dr. Kenneth Brophy en lokale vrijwilligers, begonnen in augustus met opgravingen op de locatie. Brophy vond de Arran-cursus de belangrijkste die hij in zijn carrière had gezien. 

## Functie
Er werd vermoed dat ze werden gebruikt bij rituelen die verband hielden met voorouderverering, dat ze astronomische uitlijningen volgden of dat ze dienden als bufferzones tussen ceremoniële en economische landschappen. Recentere studies hebben betoogd dat ze werden gebruikt voor ceremoniële wedstrijden. Vondsten van pijlpunten aan de uiteinden suggereren dat boogschieten en jagen belangrijk waren voor de bouwers en dat de lengte van de cursus mogelijk het gebruik ervan als testgebied voor jonge mannen weerspiegelde, welke een reis naar volwassenheid met zich meebracht. Er bestaan antropologische parallellen  voor deze interpretatie.
Interne structuren zijn zeldzaam en traditioneel werd gedacht  dat de cursusen werden gebruikt als processieroutes. Ze zijn vaak uitgelijnd op reeds bestaande long barrows en bank barrows en lijken obstakels in het terrein te negeren. De Dorset-cursus, het langst bekende voorbeeld, doorkruist een rivier en drie valleien langs zijn loop door Cranborne Chase en ligt dicht bij de henge-monumenten in Knowlton. 